# Porto Azzurro
Porto Azzurro is een gemeente op het eiland Elba, behorend tot de Italiaanse provincie Livorno (regio Toscane), en telt 3454 inwoners (31-12-2004). De oppervlakte bedraagt 13,3 km², de bevolkingsdichtheid is 260 inwoners per km².

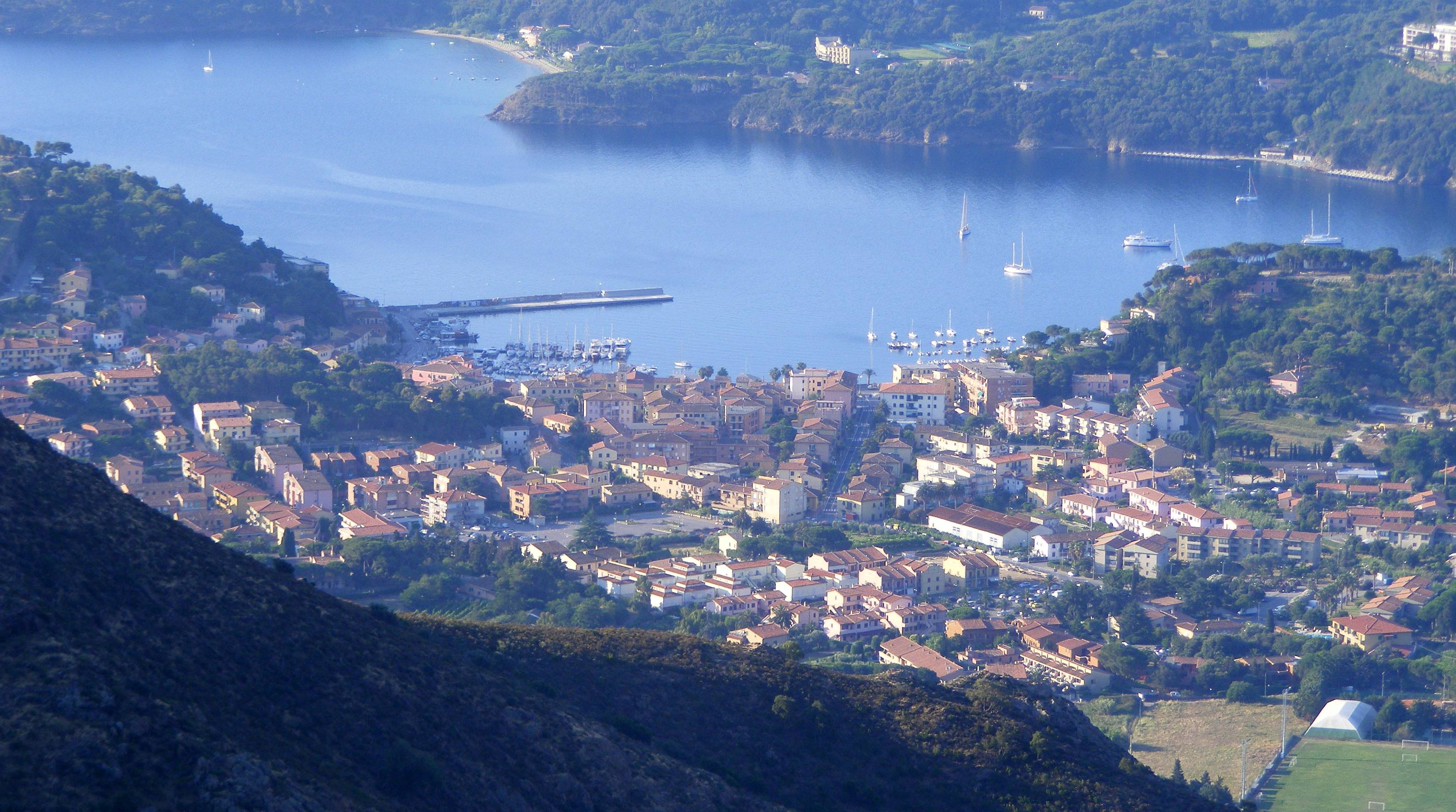
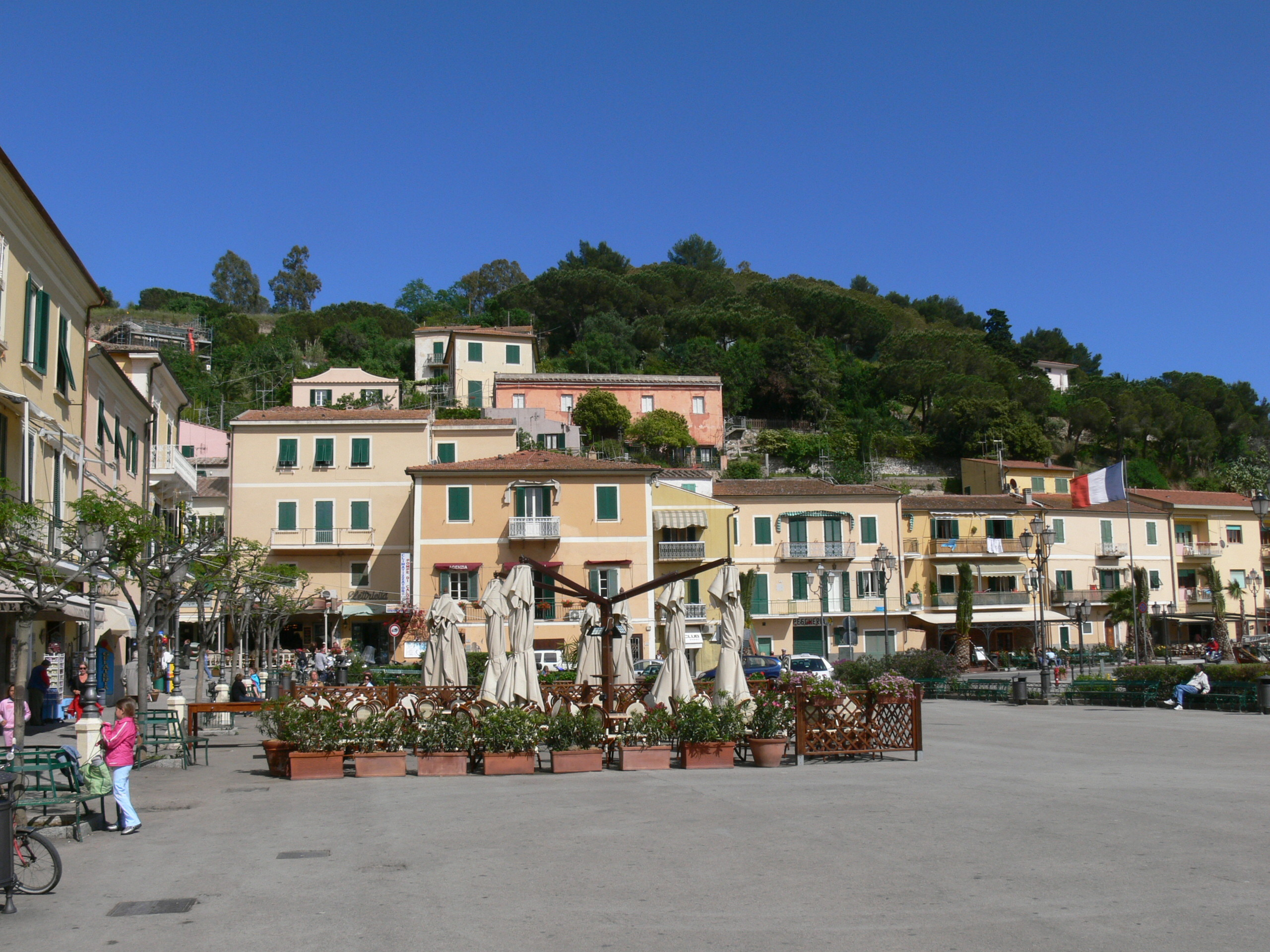
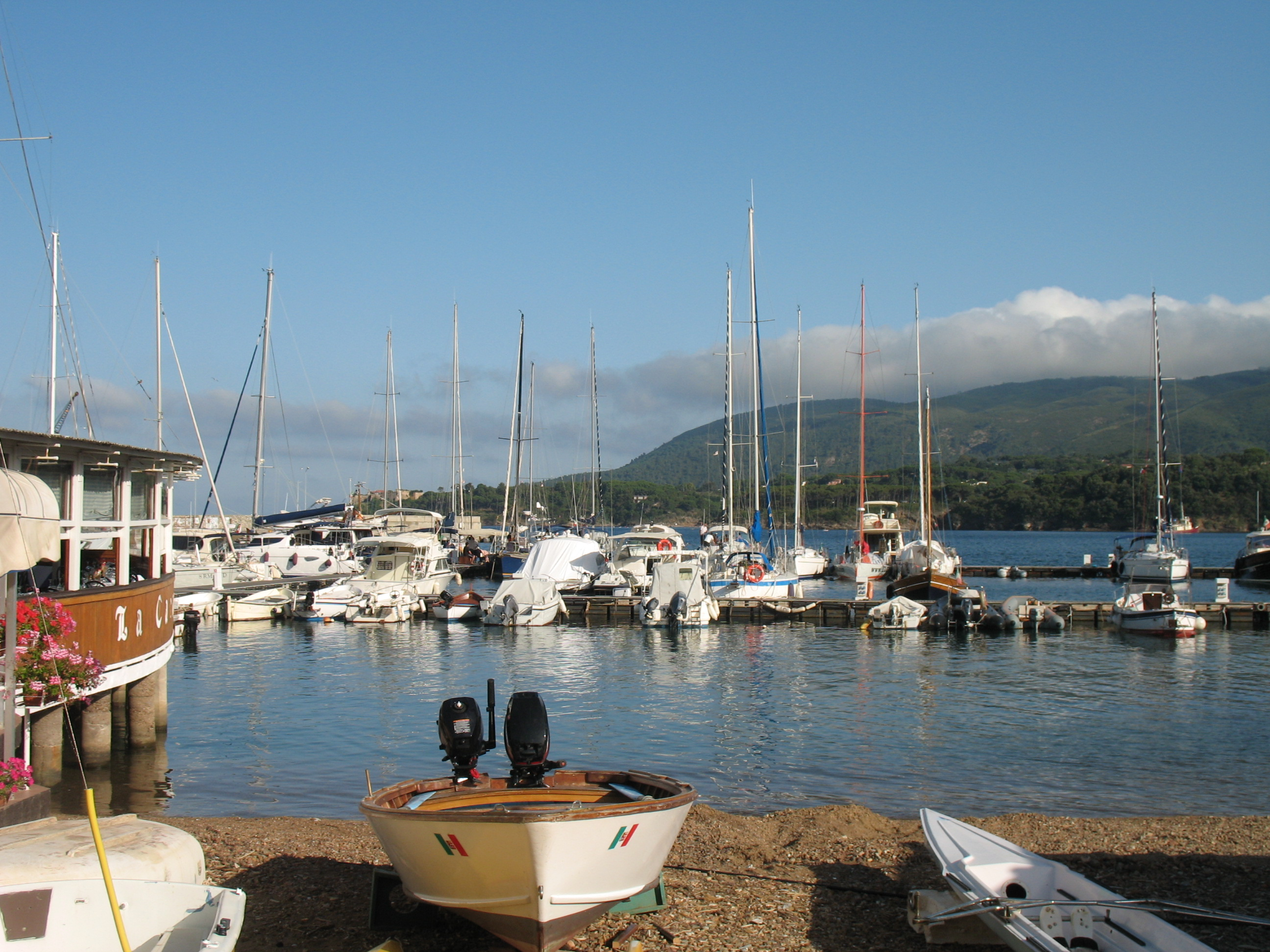

## Demografie
Porto Azzurro telt ongeveer 1380 huishoudens. Het aantal inwoners steeg in de periode 1991-2001 met 3,5% volgens cijfers uit de tienjaarlijkse volkstellingen van ISTAT.
| Jaar | Inwoneraantal |
| ---- | ------------- |
| 1991 | 3111          |
| 2001 | 3220          |

## Geografie
De gemeente ligt op ongeveer 2 meter boven zeeniveau.
Porto Azzurro grenst aan de volgende gemeenten: Capoliveri, Portoferraio, Rio Marina, Rio nell'Elba.
Bibbona · Campiglia Marittima · Campo nell'Elba · Capoliveri · Capraia Isola · Castagneto Carducci · Cecina · Collesalvetti · Livorno · Marciana · Marciana Marina · Piombino · Porto Azzurro · Portoferraio · Rio Marina · Rio nell'Elba · Rosignano Marittimo · San Vincenzo · Sassetta · Suvereto
1. ↑  https://demo.istat.it/?l=it.